# Eifelland E21
Pour les articles homonymes, voir E21.
Chronologie des modèles (1972)
Aucun Aucun
L'Eifelland E21, dénommée également Eifelland-March E21, est la monoplace de Formule 1 engagée par l'écurie allemande Eifelland Racing dans le cadre du championnat du monde de Formule 1 1972. Basée sur une March 721 modifiée par l'ingénieur suisse Luigi Colani, l'E21 est pilotée par l'Allemand Rolf Stommelen. La monoplace se distingue notamment par son rétroviseur placé juste devant le pilote qui peut voir sans être gêné par les ailerons, et par sa prise d'air située devant le volant.

## Historique

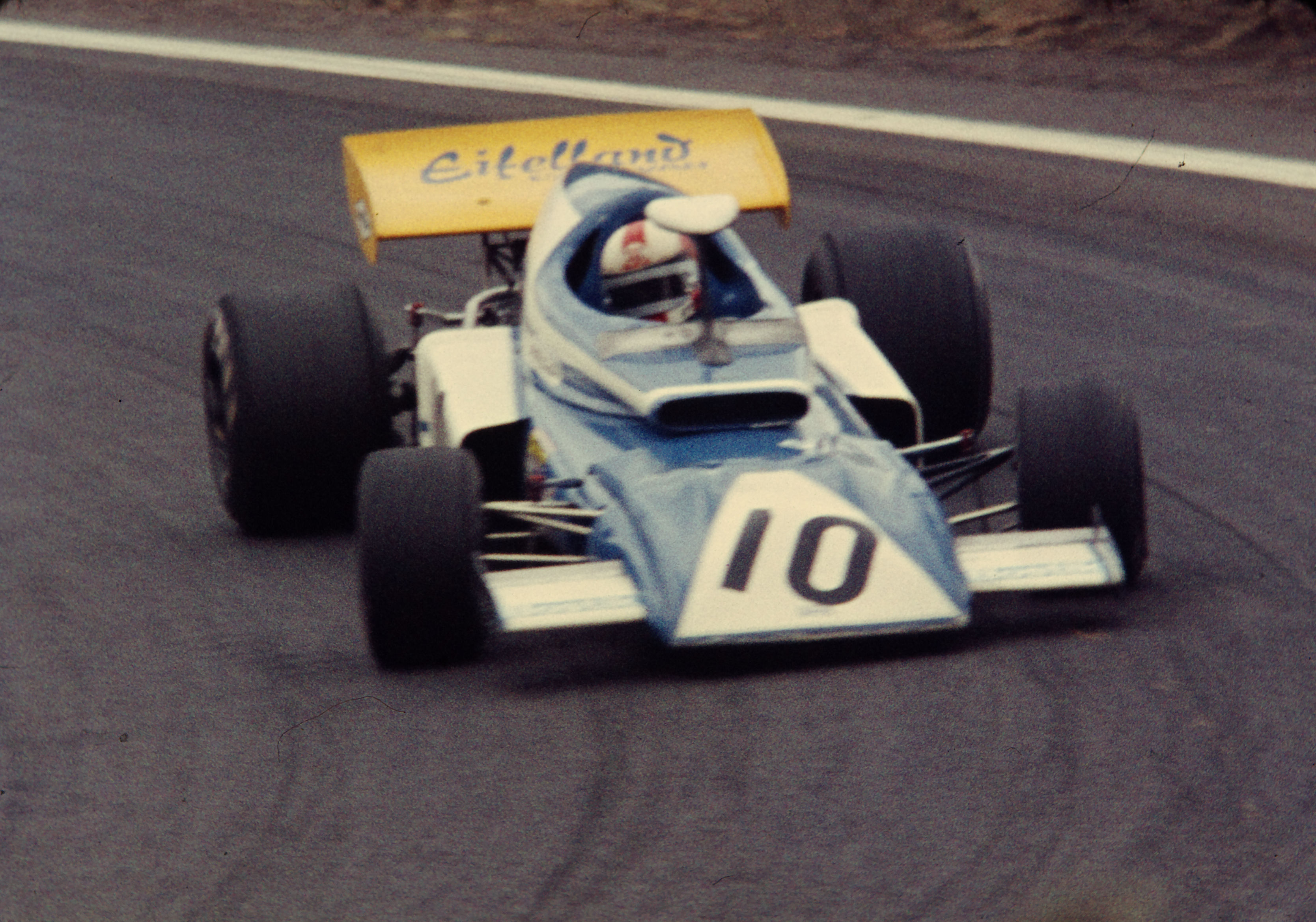
Ralf Stommelen sur l'Eifelland E21 au Grand Prix de France en 1972.

L'E21 dispute sa première course lors du Grand Prix d'Afrique du Sud, deuxième manche du championnat du monde. En qualifications, Stommelen réalise le vingt-cinquième temps, à 3 secondes 7 dixièmes de la pole position établie par Jackie Stewart. En course, l'Allemand termine dix-septième à deux tours du pilote McLaren Racing, Denny Hulme,.
L'écurie participe ensuite à une épreuve hors-championnat du monde, la VII Race of Champions, disputée sur le circuit de Brands Hatch, au Royaume-Uni. Stommelen termine onzième à un tour du vainqueur, le Brésilien Emerson Fittipaldi, et juste derrière la monoplace de Formule 5000 du Britannique Alan Rollinson.
L'Eifelland E21 est ensuite engagée au Grand Prix d'Espagne où les performances de la monoplace allemande s'améliorent : auteur du dix-septième temps qualificatif à 2 secondes et 7 dixièmes de Jacky Ickx, Stommelen abandonne au quinzième tour à la suite d'un accident alors qu'il occupe la quinzième position,,. 
À Monaco, Stommelen se qualifie en vingt-cinquième et dernière position, à 8 secondes de Fittipaldi et à 3 secondes de José Carlos Pace, vingt-quatrième des qualifications. Le pilote allemand remonte le classement en course et termine dixième, à trois tours du vainqueur Jean-Pierre Beltoise,.
Au Grand Prix de Belgique, Stommelen réalise le vingtième temps des qualifications à 2 secondes de Fittipaldi. En course, il termine onzième à deux tours du Brésilien,. En France, Stommelen obtient le seizième temps qualificatif à 6 s 2 de Chris Amon mais l'Allemand récupère la quinzième place sur la grille de départ après le forfait du pilote local Henri Pescarolo. En course, il termine seizième à un tour de Stewart,.
Lors du Grand Prix suivant, à Brands Hatch, l'Eifelland E21 signe le vingt-cinquième temps des qualifications à 4 secondes de Ickx mais Rolf Stommelen profite des nombreux abandons en course pour finir dixième à cinq tours de Fittipaldi,. 
En Allemagne, Stommelen réalise la meilleure qualification de l'écurie en réalisant le quatorzième temps, à 10 secondes de Ickx. Cette performance n'est pas concrétisée en course : l'Allemand qui occupe pendant quelques tours la douzième place, dégringole en vingt-troisième et dernière position puis abandonne sur un problème électrique,,.
En Autriche, l'E21 obtient le dix-septième temps qualificatif à 2 secondes 65 de Fittipaldi. Stommelen termine quinzième de la course, à six tours du Brésilien,. Il s'agit de la dernière apparition d'Eifelland Racing en Formule 1, l'écurie n'ayant plus les moyens financiers de participer au championnat.
Rolf Stommelen termine trentième du championnat du monde des pilotes, sans aucun point.

## Résultats détaillés en championnat du monde de Formule 1
| Saison | Écurie                  | Moteur           | Pneumatiques | Pilotes        | Courses | Courses | Courses | Courses | Courses | Courses | Courses | Courses | Courses | Courses | Courses | Courses | Points inscrits | Classement |
| Saison | Écurie                  | Moteur           | Pneumatiques | Pilotes        | 1       | 2       | 3       | 4       | 5       | 6       | 7       | 8       | 9       | 10      | 11      | 12      | Points inscrits | Classement |
| ------ | ----------------------- | ---------------- | ------------ | -------------- | ------- | ------- | ------- | ------- | ------- | ------- | ------- | ------- | ------- | ------- | ------- | ------- | --------------- | ---------- |
| 1972   | Team Eifelland Caravans | Ford-Cosworth V8 | Goodyear     |                | ARG     | AFS     | ESP     | MON     | BEL     | FRA     | GBR     | ALL     | AUT     | ITA     | CAN     | USA     | 0               | Non classé |
| 1972   | Team Eifelland Caravans | Ford-Cosworth V8 | Goodyear     | Rolf Stommelen |         | 13e     | Abd     | 10e     | 11e     | 16e     | 10e     | Abd     | 15e     |         |         |         | 0               | Non classé |

Légende : ici 